# Ibezito Ogbonna
Ibezito Ogbonna (Enugu, 27 marzo 1983) è un ex calciatore nigeriano, di ruolo attaccante.

## Carriera

### Club
Ha giocato nella massima serie dei campionati israeliano, rumeno, sudafricano, albanese, kazako e macedone.

## Palmarès

### Club

#### Competizioni nazionali
- Coppa d'Israele: 1

Hapoel Tel Aviv: 2005-2006
- Campionato rumeno: 1

CFR Cluj: 2007-2008
- Campionato macedone: 1

Vardar: 2011-2012